# レオポルド・ド・ベルジック
レオポルド・ド・ベルジック（仏語：Léopold de Belgique, 1859年6月12日 - 1869年1月22日）は、ベルギーの王位継承者。ベルギー王レオポルド2世とその王妃マリー・ヘンリエッテの間の長男。ブラバント公、エノー伯。
全名はレオポルド・フェルディナン・エリー・ヴィクトル・アルベール・マリー（Léopold Ferdinand Élie Victor Albert Marie）。

## 生涯
王太子だったレオポルド2世とハプスブルク家出身の妃マリー・アンリエットの長男として生まれ、1865年に父が王位を継ぐと、その法定推定相続人としてブラバント公の称号を与えられた。1869年、ため池に落ちてひいた風邪をこじらせ、10歳の誕生日を迎える前に肺炎で早世した。レオポルド2世は息子の葬儀の際、生涯でただ一度だけ公衆の面前で取り乱し、幼い息子の棺の前にくずおれて嗚咽したという。両親は一人息子だったレオポルドを亡くしたため、何とか男子をもうけようとしたが、1872年に三女クレマンティーヌが産まれた後は息子を諦めた。